# Soldiers of Jah Army
Soldiers of Jah Army (SOJA) är ett amerikanskt reggaeband från Arlington County, Virginia, nära Washington, D.C..
Gruppens första album producerades under vintern 1997 och hette Creeping In. Albumet bestod av 13 låtar och var helt egenhändigt producerat. Det släpptes bara i 400 exemplar men fick uppmärksamhet på den lokala scenen. År 2000 kom nästa album med det självbetitlade namnet Soldiers of Jah Army. Man tog där in professionell hjälp i form av skivbolaget Lion & Fox Studios där veteranen Jim Fox medproducerade. Bandets nästa album Peace in a Time of War gavs ut 2003 och två år senare kom en dubversion av skivan. 2006 gav de ut Get Wiser. 2008 släpptes EP:n Stars and Stripes som innehöll sex låtar varav tre omproducerade gamla. I augusti 2009 släpptes Born in Babylon.
Bandets texter fokuserar på nutida frågor där världspolitik och kärlek blandas. Musiken är i huvudsak ren reggae men mycket inslag av rock samt en del hiphop kan höras.
Sommaren 2007 spelade SOJA på Uppsala Reggae Festival.

## Medlemmar
Nuvarande medlemmar
- Jacob Hemphill – sång, gitarr
- Bob "Bobby Lee" Jefferson – basgitarr, sång
- Ryan "Bird" Berty – trummor
- Ken Brownell – slagverk
- Patrick O'Shea – keyboard
- Hellman Escorcia – saxofon
- Rafael Rodriguez – trumpet
- Trevor Young – gitarr, sång

Tidigare medlemmar
- Eric Rogers – keyboard

## Diskografi
Album
- Creeping In (1998)
- Soldiers of Jah Army (2000)
- Peace in a Time of War (2003)
- Dub in a Time of War (2005)
- Get Wiser (2006)
- Born in Babylon (2009)
- Strength To Survive  (2012)

Singlar og EPs
- Soldiers of Jah Army (EP) (2000)
- Stars and Stripes (EP) (2008)
- Everything Changes (2012) (maxisingel)

DVD
- Get Wiser Live DVD (2007)
- SOJA – Live in Hawaii (2009)